# 合戸 (御前崎市)
合戸（ごうど）は静岡県御前崎市の大字。

## 地理
御前崎市の南西部に位置する。南側は遠州灘に面する。東で塩原新田、西で掛川市千浜、北で菊川市河東と接する。また、塩原新田と池新田の間に飛地がある。

### 海
- 遠州灘（太平洋）

### 河川
- 高松川

### 字
14の字がある（2015年（平成27年）6月10日現在）。
- 青砂（あおすな）
- 池田（いけだ）
- 稲干（いなぼし）
- 大東（おおひがし）
- 奥沢（おくさわ）
- 海岸（かいがん）
- 金山（かなやま）
- 川東（かわひがし）
- 沢地（さわち）
- 正明寺（しょうみょうじ）
- 中雨垂（なかうだれ）
- 西前（にしまえ）
- 東前（ひがしまえ）
- 村中（むらなか）

## 歴史

### 町名の由来
高松神社の閤戸があったことにちなむという。

### 沿革
- 1889年（明治22年）4月1日 - 町村制の施行により、城東郡合戸村が周辺の村と合併し、城東郡池新田村となる[WEB 8]。旧村名は池新田村の大字として残る[WEB 9]。
- 1896年（明治29年）4月1日 - 郡制の施行により所属郡が小笠郡に変更。
- 1940年（昭和15年）11月11日 – 池新田村が町制施行して池新田町となる。
- 1955年（昭和30年）3月31日 –池新田町が朝比奈村・佐倉村・新野村・比木村と新設合併を行い、浜岡町が発足する。
- 2004年（平成16年）4月1日 – 浜岡町が御前崎町と新設合併を行い、御前崎市となる。

## 施設
- 臨済宗妙心寺派 全帰庵

## 交通

### バス
- しずてつジャストライン掛川大東浜岡線：（（中東遠総合医療センター・）掛川駅前 方面 - ）合戸 - 合戸東（ - 浜岡営業所 方面）

### 道路
- 国道150号
- 静岡県道372号大東相良線

## その他

### 学区
小学校・中学校の学区は以下の通りである。
| 番・番地等 | 小学校               | 中学校               |
| ---------- | -------------------- | -------------------- |
| 全域       | 御前崎市立第一小学校 | 御前崎市立浜岡中学校 |

### 警察
警察の管轄区域は以下の通りである。
| 番・番地等 | 警察署     | 交番・駐在所     |
| ---------- | ---------- | ---------------- |
| 全域       | 菊川警察署 | 高松警察官駐在所 |

### WEB
1. ↑  “h02_22.csv”.   総務省 (2022年2月10日). 2025年1月7日閲覧。
2. ↑  “静岡県御前崎市合戸 (222230040)”.   人文学オープンデータ共同利用センター. 2025年1月7日閲覧。
3. ↑  “静岡県 御前崎市 合戸の郵便番号 - 日本郵便”.   日本郵便. 2025年1月7日閲覧。
4. ↑  “市外局番の一覧”.   総務省 (2022年3月1日). 2025年1月7日閲覧。
5. ↑  “事業所案内及び管轄地域（事務所3件、分室3件）”.   一般社団法人静岡県自動車会議所. 2025年1月7日閲覧。
6. ↑  “御前崎市大字小字一覧 - 静岡県オープンデータ”.   静岡県 (2015年6月10日). 2025年1月7日閲覧。
7. ↑  “解説ページ”.   株式会社エア. 2025年1月7日閲覧。
8. ↑  “historyofcities.pdf”.   静岡県総務部合併推進室・財団法人静岡県市町村振興協会. 2025年1月7日閲覧。
9. ↑  “解説ページ”.   株式会社エア. 2025年1月7日閲覧。
10. ↑  “通学区域一覧／御前崎市公式ホームページ”.   御前崎市 (2020年6月2日). 2025年1月7日閲覧。
11. ↑  “交番駐在所一覧表｜静岡県警察”.   静岡県警察 (2023年6月12日). 2025年1月9日閲覧。